# Gornja Dobrinja
Gornja Dobrinja (cyr. Горња Добриња) – wieś w Serbii, w okręgu zlatiborskim, w gminie Požega. W 2011 roku liczyła 428 mieszkańców.